# Марко Ґайслер
Марко Ґайслер (нім. Marco Geisler, 18 січня 1974) — німецький академічний веслувальник.
Бронзовий призер Олімпійських Ігор 2000 року в складі парної четвірки, учасник 2004 року.
Чемпіон світу 1999, 2001, 2002, 2003 років у складі парної четвірки, срібний призер 1995, 1997, 1998 років у складі парної четвірки.